# En las líneas del destino
En las líneas del destino fue el título de una telenovela colombiana realizada por la programadora Punch y transmitida por la Segunda Cadena de Inravisión en 1979. Fue protagonizada por María Angélica Mallarino y Antonio Corrales. Producida por Manuel Medina Mesa y dirigida por Roberto Reyes. 
Esta telenovela fue una adaptación de Pablo Rueda del cuento "El crimen de Lord Arthur Savile" de Oscar Wilde, ambientado en el Londres del siglo XIX y en el mundo de la quiromancia, el cual cuenta la historia de un lord que está a punto de casarse y a quien un quiromántico le pronostica que cometerá un asesinato.  

## Elenco
- María Angélica Mallarino ... Sibila Merton
- Antonio Corrales ... Lord Arthur Savile
- Carlos Barbosa ... El quiromántico
- Carolina Trujillo ... Lady Windermere
- Delfina Guido
- Inés Mejía
- Gilberto Puentes ... Lord Henry